# Gernot Jurtin
Gernot Jurtin (9. oktober 1955 - 5. december 2006) var en østrigsk fodboldspiller (angriber).
Jurtin tilbragte hele sin aktive karriere, fra 1974 til 1987, hos Sturm Graz i den østrigske liga. I 1981 blev han ligaens topscorer, og hjalp samme år Sturm Graz til en 2. plads i turneringen.
Jurtin spillede desuden tolv kampe og scorede ét mål for det østrigske landshold. Han var en del af det østrigske hold til VM i 1982 i Spanien. Han spillede to af østrigernes fem kampe i turneringen, hvor holdet blev slået ud efter andet gruppespil.
Jurtin døde af kræft i 2006 i en alder af 51 år.